# Маланичев, Андрей Владимирович
Андре́й Влади́мирович Мала́ничев (род. 10 января 1977, Барвиха, Московская область) — российский пауэрлифтер, тяжеловес-рекордсмен. Неоднократный чемпион России, Европы, Мира в федерациях IPF, ФПР, GPA, IPL, WRP, победитель многих международных турниров, пятикратный обладатель Кубка Титанов (2008, 2009, 2010, 2012, 2015). Обладатель свыше 30 рекордов России, Европы и Мира. Заслуженный мастер спорта России.
Стал первым, кто собрал сумму троеборья 1100 кг в наколенных бинтах без экипировки RAW, тем самым побив рекорд, который был установлен американским атлетом Рейнхольдом и продержался более 30 лет.
Дважды (2011 и 2014) признавался сильнейшим пауэрлифтером в мире по версии самого авторитетного мирового форума по пауэрлифтингу «PowerliftingWatch» (www.powerliftingwatch.com).
Неоднократно признавался уникальным спортсменом и награждался престижными премиями за огромный вклад в развитие индустрии спорта и здорового образа жизни: обладатель награды Лучший спортсмен года 2015 по версии WRPF, Лучший спортсмен года 2018 по версии СПР, а также обладатель первой национальной премии FIT AWARDS 2017.
Является единственным российским атлетом, спонсируемым известным американским производителем спортивного питания Animal (Universal Nutrition).

## Биография
Андрей Владимирович Маланичев родился 10 января 1977 в поселке санаторий «Барвиха» Одинцовского района Московской области. Отец — Владимир Васильевич Маланичев (МС СССР по велоспорту), Мать — Галина Михайловна Маланичева, родилась в Смоленске. Сестра — Ирина Владимировна Маланичева.
Выпускник 2015 года кафедры тяжелой атлетики и гимнастики Педагогического института физической культуры и спорта МГПУ.
В настоящее время проживает в США, куда переехал в 2019-2020 году.

## Спортивная карьера
До занятий пауэрлифтингом Андрей занимался борьбой, боксом и велоспортом. Силовым троеборьем начал заниматься в 16 лет. Первый тренер — Андрей Чуприн, который заложил в Андрея Маланичева мощнейшую силовую базу.
В 21 год (1998 г.) перешёл в клуб «Мускул-Спорт» к Заслуженному Тренеру России Игорю Завьялову. В этом же году Андрей Маланичев впервые выступает на Кубке России среди мужчин в категории до 125 кг, и с суммой 907 кг устанавливает рекорд России среди юниоров. Среди мужчин занимает второе место. Примечательно, что именно на этом турнире Маланичева заметил Президент Федерации Пауэрлифтинга Владимир Васильевич Богачев и приглашает Андрея на Чемпионат Мира 1998 года в Венгрии. Впервые оказавшись на международном помосте новичок сборной Андрей Маланичев берёт «серебро» (в/к до 125 кг).
На турнире ProRaw Big Dogs 2016 в Австралии установил два новых мировых рекорда в безэкипировочном дивизионе (RAW) в абсолютной весовой категории, — выполнил приседание со штангой со стоек с рекордным весом 485 кг, тем самым подняв в сумме троеборья рекордный вес 1140 кг (присед: 485 + жим: 255 + тяга: 400).

## Результаты выступлений
| Год  | Соревнование | Место проведения | Весовая категория    | Место |  |  |
| 1997 | Чемпионат России | Россия           | 110 кг               | 2     |  |  |
| 1998 | Чемпионат России | Россия, Калуга   | 110 кг               | '2    |  |  |
| 1998 | Первенство Москвы среди юниоров | Россия           | 110 кг               | 1     |  |  |
| 1998 | Чемпионат мира | Венгрия          | 125 кг               | 2     |  |  |
| 1999 | Чемпионат Европы | Польша           | 125 кг               | 1     |  |  |
| 1999 | Чемпионат Мира | Чехия            | 125 кг               | 2     |  |  |
| 2000 | Чемпионат Москвы, Центра и Юга России | Россия           | 125 кг               | 1     |  |  |
| 2000 | Чемпионат России среди юниоров | Россия           | 125 кг               | 1     |  |  |
| 2000 | Чемпионат Мира | Тайвань          | 125 кг               | 1     |  |  |
| 2000 | Кубок России | Россия           | 125 кг               | 2     |  |  |
| 2001 | Открытый Чемпионат Москвы | Россия           | 125 кг               | 1     |  |  |
| 2001 | Чемпионат России среди мужчин | Россия           | 125 кг               | 1     |  |  |
| 2001 | Чемпионат Европы | Россия           | 125 кг               | 3     |  |  |
| 2001 | Открытый Кубок Москвы | Россия           | 125 кг               | 1     |  |  |
| 2001 | Чемпионат Мира | Финляндия        | 125 кг               | 2     |  |  |
| 2002 | Чемпионат России | Россия           | 125 кг               | 2     |  |  |
| 2002 | Чемпионат Европы | Швеция           | 125 кг               | 3     |  |  |
| 2002 | Чемпионат Мира | Словакия         | 125 кг               | 1     |  |  |
| 2003 | Чемпионат России | Россия           | 125 кг               | 1     |  |  |
| 2003 | Чемпионат Европы | Болгария         | 125 кг               | 1     |  |  |
| 2003 | Чемпионат Мира | Дания            | 125 кг               | 3     |  |  |
| 2004 | Кубок России | Россия           | 125 кг               | 1     |  |  |
| 2005 | Чемпионат России | Россия           | 125 кг               | 1     |  |  |
| 2005 | Чемпионат Европы | Люксембург       | 125 кг               | 2     |  |  |
| 2005 | Кубок России | Россия           | 125 кг               | 1     |  |  |
| 2005 | Чемпионат Мира | США              | 125 кг               | 2     |  |  |
| 2006 | Чемпионат России | Россия           | 125 кг               | 1     |  |  |
| 2008 | Чемпионат России | Россия           | 125 кг               | 1     |  |  |
| 2008 | СуперКубок Титанов | Россия           | 125 кг               | 1     |  |  |
| 2008 | Кубок России | Россия           | 125 кг               | 1     |  |  |
| 2009 | СуперКубок Титанов | Россия           | 125 кг               | 1     |  |  |
| 2010 | СуперКубок Титанов | Россия           | абсолютная категория | 1     |  |  |
| 2010 | RAW PRO World Championship WORLDLIFTING | Россия           | +110 кг              | 1     |  |  |
| 2011 | СуперКубок Титанов | Россия           | абсолютная категория | 2     |  |  |
| 2011 | CAPO Tasmanian Powerlifting and Bench Press Championships 2011                                                                                      | Австралия        | абсолютная категория | 1     |  |  |
| 2012 | СуперКубок Титанов | Россия           | абсолютная категория | 1     |  |  |
| 2013 | СуперКубок Титанов | Россия           | абсолютная категория | 2     |  |  |
| 2013 | GPA Powerlifting and Benchpress World Championships Tampere FINLAND                                                                                 | Финляндия        | абсолютная категория | 1     |  |  |
| 2014 | СуперКубок Титанов | Россия           | абсолютная категория | 2     |  |  |
| 2014 | RAW UNITY MEET 7 | США              | абсолютная категория | 1     |  |  |
| 2015 | Чемпионат России WRPF | Россия           | абсолютная категория | 1     |  |  |
| 2015 | СуперКубок Титанов | Россия           | абсолютная категория | 1     |  |  |
| 2015 | Boss of the Bosses II Powerlifting Meet | США              | абсолютная категория | 1     |  |  |
| 2015 | WRP World Cup | Россия           | абсолютная категория | 1     |  |  |
| 2016 | Asia Champions Cup WRPF | Казахстан        | абсолютная категория | 1     |  |  |
| 2016 | Monsters Meet | Россия           | абсолютная категория | 1     |  |  |
| 2016 | ProRaw Big Dogs | Австралия        | абсолютная категория | 1     |  |  |
| 2017 | ProRaw Big Dogs 2 | Австралия        | абсолютная категория | 1     |  |  |
| 2018 | Чемпионат мира по пауэрлифтингу, силовому двоеборью, жиму лежа, народному жиму, становой тяге и армлифтингу по версиям WRPF/WEPF/WAF                | Россия           | 140+                 | 1     |  |  |
| 2018 | Чемпионат мира по пауэрлифтингу и его отдельным движениям по версии IPL и Отборочный турнир на Olympia Pro Powerlifting                             | Россия           | абсолютная категория | 1     |  |  |
| 2019 | Открытый Чемпионат Европы по пауэрлифтингу, силовому двоеборью, жиму лежа, народному жиму, становой тяге и армлифтингу по версиям WRPF/WEPF/WAF/САР | Россия           | абсолютная категория | 1     |  |  |
| 2019 | Открытый Чемпионат по пауэрлифтингу TRIBUTE по версии USPA                                                                                          | США              | сумма троеборья      | 1     |  |  |

## Дисквалификация из IPF
Решением от 08.06.2009 Федерации пауэрлифтинга России, входящей в IPF, сильнейший российский пауэлифтер Андрей Маланичев, по итогам коммерческого турнира «Супер-Кубок Титанов» под эгидой IPF, на котором он завоевал первое место, был пожизненно дисквалифицирован за нарушение антидопинговых правил (S1). В связи с этим Андрей высказал мнение, что сожалеет, что дисквалификация лучших российских спортсменов из сборной России по пауэрлифтингу прошла по собственному усмотрению организаторов. До завершения активной соревновательной карьеры Андрей Маланичев продолжил представлять Россию в независимых федерациях (не имеющих аккредитации Минспорта России) по пауэрлифтингу без экипировки (RAW) с использованием коленных бинтов. 
С 2020г прекратил соревновательную деятельность, эмигрировал в США, где занимается тренировками подопечных семинарами и др.

## Лучшие результаты
Сам Андрей Маланичев признавался, что никогда не любил экипировку и всегда склонялся к пауэрлифтингу без неё. В 2015 г. закончил выступления в экипировочном дивизионе, взяв золотую медаль на турнире СуперКубок Титанов.
Лучшие результаты в дивизионе RAW:
Приседания — 485 кг.
Жим лежа — 265 кг.
Становая тяга — 405 кг.
Лучшие результаты в экипировочном дивизионе:
Приседания — 485 кг.
Жим лежа — 305 кг.
Становая тяга — 420 кг.

## Увлечения и общественная деятельность
Увлекается классической и рок музыкой, путешествием, кулинарией, кинематографом, чтением исторической и классической литературы, в том числе и современной, посещает художественные выставки, спектакли, концерты, следит за научно-техническими открытиями.
Участвует в благотворительных проектах, занимается воспитанием и просвещением среди детей и подростков физической культуры и здорового образа жизни.

## Семья
- Отец — Владимир Васильевич Маланичев (МС СССР по велоспорту).
- Мать — Галина Михайловна Маланичева, родилась в Смоленске.
- Сестра — Ирина Владимировна Маланичева.